# 卤化金
卤化金是金和卤素形成的化合物。

## 单卤化物
一氯化金（AuCl）、一溴化金（AuBr）和一碘化金（AuI）都是具有交替链状结构…-X-Au-X-Au-X-Au-X-…的晶体，其X-Au-X键角小于180°。
单分子的AuF在气相中被检测到。

## 三卤化物

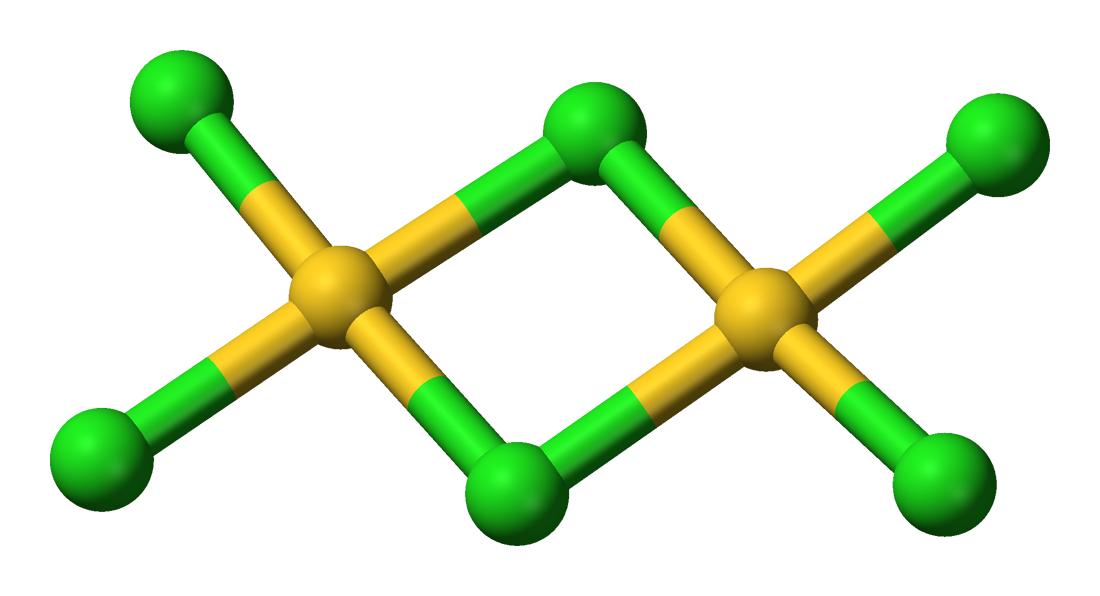
三氯化金的结构

三碘化金（AuI3）不存在或不稳定。三氯化金（AuCl3）在254 °C以下由单质反应得到，它是挥发性的红色固体。其挥发的物种为二聚体Au2Cl6。三溴化金（AuBr3）也能由相似的元素反应得到，主要以二聚体Au2Br6的形式存在。
三氟化金（AuF3）具有独特的聚合螺旋链结构，包含corner-sharing的正方形{AuF4}。

## 五卤化物
五氟化金（AuF5）是+5价金化合物，它主要以二聚体Au2F10的形式存在。